# Fosfatidilserin
Fosfatidilserin (Ptd-L-Ser, PS) je fosfolipidna komponenta, koja je obično prisutna na unutrašnjoj (citosolnoj) strani ćelijske membrane kao posledica dejstva enzima flipaza. Kad ćelija podleže apoptozi, fosfatidilserin nije više ograničen na citosolni deo membrane, ne go postaje izložen na površini ćelije.

## Spoljašnje veze
- Phosphatidylserines на 